# Mia Stensgaard
Mia Stensgaard (født 13. november 1972) er en dansk scenograf, der har lavet scenografi til både opera, ballet, teater, film og tv-drama.
Stensgaard studerede i første omgang beklædningsdesign i 2 år på Danmarks Designskole, men skiftede siden til scenografi-linjen på Statens Scenekunstskole, hvorfra hun tog afgang i 1998.
Af film har Mia Stensgaard bl.a. lavet scenografi til Mænd og høns, De grønne slagtere, Adams æbler og dertil kommer DRs dramaserie Arvingerne.